# Brutícia

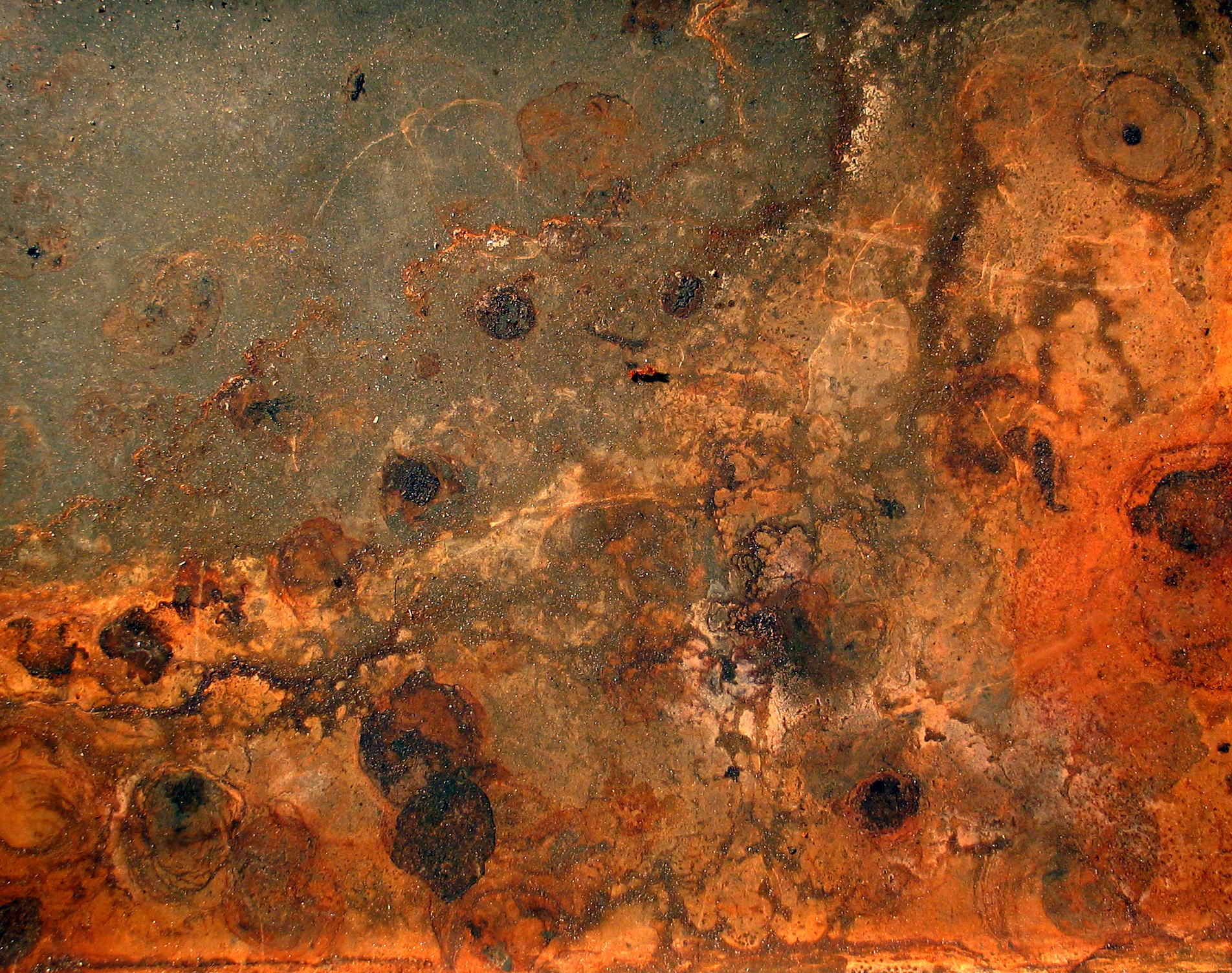
Una plata de forner amb òxid i brutícia

La brutícia és alguna cosa impura o bruta, té un sentit especial quan està en contacte amb la pell o la roba d'una persona, o amb objectes i peces de roba personals que s'embruten amb l'ús diari i s'oposa a la netedat. La brutícia s'adhereix per forces electroestàtiques, per ancoratge mecànic (grànuls, fibres) o per modificació de superfície química (oxidació, pàtina, verdet). La brutícia pot ser causada també per precipitació (pluja àcida, núvol radioactiu) i la femta (excrements d'àcars, excrements d'aus, etc.), orina, sèu, etc. La brutícia que causen escombraries, és com un tresor pels microorganismes i ha de ser retirada per una qüestió d'higiene i la conservació de l'entorn on es viu. Els tipus més comuns d'origen de brutícia són:
- Pols- una pols en general de la matèria orgànica o mineral
- Rovell - causat per l'oxidació del ferro
- Pàtina - causada per l'oxidació de certs metalls
- Deixalles - material de residus, incloent matèria orgànica i excrements
- Sutge arrelada - pols negre originada en la combustió d'hidrocarburs i/o carbó
- Sòl - barreja d'argila, sorra i humus que es troba sobre el llit de roca

## Nota
1. ↑  Denise Jodelet. Madness and social representations: living with the mad in one French community.  University of California Press, 30 octubre del 1991, p. 143–. ISBN 9780520078666.